# Mary Anderson (wynalazczyni)
Mary Anderson (ur. 19 lutego 1866, zm. 27 czerwca 1953) – amerykańska bizneswoman, wynalazczyni, twórczyni wycieraczek samochodowych.

## Życiorys
Mary Anderson urodziła się na plantacji Burton Hill w Hrabstwie Greene w 1866 roku. W 1869 roku przeniosła się z matką i siostrą do Birmingham w stanie Alabama. Od 1883 roku mieszkała we Fresno w Kalifornii, gdzie prowadziła do 1898 roku ranczo i winnicę. W 1902 roku wróciła do Birmingham, gdzie mieszkała wymagająca opieki ciotka. Po śmierci ciotki Anderson i jej rodzina odziedziczyli dużą ilość pieniędzy. Z części spadku Anderson wybrała się w 1902 roku na wycieczkę do Nowego Jorku.
W czasie wyjazdu do Nowego Jorku Mary Anderson zauważyła, że kierowcy muszą w czasie opadów atmosferycznych wychylać się przez okno by móc obserwować drogę, a także często zatrzymywać się i wysiadać w celu oczyszczenia przedniej szyby. Wpadła wówczas na pomysł opracowania wycieraczek obsługiwanych z wnętrza pojazdu, a w 1903 roku opatentowała swój wynalazek. Udzielona jej ochrona patentowa była ważna przez 17 lat. Już po dwóch latach sprzedała swój patent kanadyjskiemu producentowi, ten jednak nie odniósł sukcesu rynkowego. Początkowo wycieraczki nie zdobyły dużej popularności, gdyż obawiano się, że będą rozpraszać kierowców. Ich popularność wzrosła na początku lat 20., po wynalezieniu wycieraczek elektrycznych (1921). W 1917 roku Charlotte Bridgwood jako pierwsza opracowała wycieraczki automatyczne.
Mary Anderson budowała też i zarządzała apartamentowcem w Birmingham.
Zmarła w 1953 roku.